# الدوري الإنجليزي لكرة القدم 1899–1900
الدوري الإنجليزي لكرة القدم 1899–1900 (بالإنجليزية: 1899–1900 Football League)‏ هو موسم من دوري كرة القدم الإنجليزي. فاز فيه أستون فيلا.